# John A. T. Robinson
John A. T. Robinson (John Arthur Thomas Robinson) (* 16. Mai 1919 in Canterbury; † 5. Dezember 1983 in Arncliffe, Yorkshire) war ein anglikanischer Theologe und Bischof von Woolwich. Sein Buch Honest to God (1963), worin er eine Situationsethik verteidigte, war eine Provokation. Sein Datieren sämtlicher Bücher des Neuen Testaments (Redating the New Testament, 1976) auf die Zeit vor der Zerstörung Jerusalems (70 n. Chr.) wurde von bibeltheologisch konservativen Neutestamentlern aufgegriffen.

## Leben
Robinson studierte am Trinity College in Cambridge als Schüler von Charles Harold Dodd und lehrte hier anschließend im Fach Neues Testament. 1959 wurde er Suffraganbischof von Woolwich in der Diözese Southwark der Kirche von England. Nach zehn Jahren trat er von diesem Amt zurück und wurde Dekan am Trinity College in Cambridge.
Allgemeines Aufsehen erregte Robinson 1960 mit seiner Verteidigung der Veröffentlichung von Lady Chatterley’s Lover im britischen Oberhaus.
Noch stärker lenkte 1963 sein Buch Honest to God (deutsch: Gott ist anders) die Aufmerksamkeit auf ihn. In dem seinerzeit vielgelesenen Buch nahm er Gedanken von Paul Tillich, Rudolf Bultmann (Entmythologisierung) und Dietrich Bonhoeffer (Religionsloses Christentum) auf und entwickelte daraus einen eigenen theologischen Ansatz. Die Vorstellung eines außerhalb bzw. jenseitig agierenden Gottes lehnte Robinson ab. Stattdessen wird Gott als „in der Tiefe der Existenz“ anwesend und erfahrbar gedacht. Gott ist „der Grund des Seins“.

## Bedeutung
Robinson war neben Harvey Cox der bedeutendste Vertreter der angelsächsisch-amerikanischen säkularen Theologie der 1960er Jahre, die in Deutschland als „Gott-ist-tot-Theologie“ bekannt ist.
Weniger Resonanz fanden seine Beiträge zur neutestamentlichen Forschung. In ihnen trat er für eine konsequente Frühdatierung der Texte des Neuen Testaments, besonders des Johannesevangeliums (The Priority of John), sowie für deren apostolische Autorschaft ein.
Robinson war trotz der genannten Bezüge – besonders stark wirkte in Sprache und Inhalt Tillich auf ihn – ein eigenständiger Denker. Honest to God ist inzwischen ein wichtiges theologiegeschichtliches Dokument, und zwar zum einen wegen der gedanklichen Bedeutung, zum anderen wegen seiner ungewöhnlichen Verbreitung (so erlebte die deutsche Ausgabe bis 1965 zehn Auflagen). Allerdings ist das Buch auch eng in den Kontext seiner Zeit verwoben. Deshalb verlor es bereits in den 1980er Jahren stark an Gewicht.
Robinson scheute sich nicht vor Selbstkritik. So meinte er, die Radikalität, mit der er „das ganze Gewand“, in dem das Christentum heute erscheine, in Frage stelle, sei „längst nicht radikal genug“ gewesen – und dies werde man ihm einmal als Fehler ankreiden. Robinson lässt sich keiner bestimmten theologischen Schule zuordnen. Seine intellektuelle Unabhängigkeit zeigt sich etwa darin, dass die deutschsprachigen Ausgaben seiner neutestamentlichen Arbeiten im evangelikal geprägten R. Brockhaus Verlag erschienen sind.

## Werke
- In the End, God: A Study of the Christian Doctrine of the Last Things. 1950.
- The Body: A Study in Pauline Theology. 1952.
- Jesus and His Coming: The Emergence of a Doctrine. 1959.
- On Being the Church in the World. 1960.
- Honest to God. 1963, John Knox Press. reprint edition: ISBN 0-664-24465-3, 40th anniv. edition 2003: ISBN 0-664-22422-9.
  - Gott ist anders. Ch. Kaiser, München 1963 (bis 1965 zehn Auflagen).
- Exploration into God. 1967.
- But That I Can’t Believe! 1967.
  - Fragwürdig, glaubwürdig. Kaiser, München 1968.
- Christian Freedom in a Permissive Society. 1970.
- The Human Face of God. 1973.
- Redating the New Testament. 1976.
  - Wann entstand das Neue Testament? Verlag Bonifatius-Druckerei, Paderborn 1986, ISBN 3-87088-485-1; Brockhaus, Wuppertal 1986, ISBN 3-417-29325-1.
- Truth is Two-Eyed. 1979.
- Wrestling With Romans. 1979.
- The Roots of a Radical. 1981.
- Where Three Ways Meet. 1983.
- The Priority of John. 1985.
  - Johannes – das Evangelium der Ursprünge. Aktualisierte Ausgabe, hrsg. von Hans-Joachim Schulz. R. Brockhaus, Wuppertal 1999, ISBN 3-417-29433-9 (Bibelwissenschaftliche Monografien; Bd. 4).